# 梅利莎·乔治
梅利莎·苏珊·乔治（英語：Melissa Suzanne George，1976年8月6日—） ，澳大利亚裔美国女演员和企业家。作为前国家轮式溜冰冠军和模特，乔治的演艺生涯始于在澳大利亚肥皂剧《聚散離合》扮演Angel Parrish。移居美国后，乔治在1998年的《移魂都市》中首次亮相。后来，她在史蒂文·索德伯格的《英国佬》，大卫·林奇的《穆赫兰道》，《糖与香料》和《随爱沉沦》中担任配角。